# Малвитани (Козенца)
Малвитани је насеље у Италији у округу Козенца, региону Калабрија.
Према процени из 2011. у насељу је живело 389 становника. Насеље се налази на надморској висини од 345 м.